# 丁是娥
丁是娥（1923年11月12日—1988年7月9日），原名潘永華，小名「银男」，籍貫浙江吳興，生於上海，中国滬劇表演藝術家，滬劇「丁派」藝術的創始人。丁是娥鮮活扮演過小飛娥、林佩芬、繁漪、阿慶嫂和嬸娘等一系列身份、性格和感情迥然相異的婦女形象。

## 生平
丁是娥籍貫浙江省吳興縣雙林鎮潘家㘰村（今屬湖州市南潯區)，其父潘成忠早年到上海的一家湖絲棧做臨時工，與同棧的繅絲女工石桂娥相戀成婚後才生下了她。出生地位於上海虹口虯江橋畔。9歲師從丁婉娥，并得藝名「丁是娥」。關於含義，丁是娥曾回憶道：

拜師以後，老師為我起藝名叫丁是娥。她向我解釋說：「取這個名字有兩層意思，一、儂是我的娥；二是申曲界有個唱出名的，叫孫是娥，可惜死得早，希望儂像伊，將來掛霓虹燈牌子。」

丁是娥從師丁婉娥學花旦、正旦，兼演老旦，在兒童申曲班以「小小婉娥」藝名登臺。18歲滿師後，相繼在鳴英、施春軒、文濱、上藝等滬劇團演出。
中華人民共和國成立後致力於滬劇改革，在排演現代戲方面成績卓著。1953年加入中国民主同盟，同年赴朝鲜慰问演出。1954年获华东戏曲会演一等演员奖。1956年被评为上海市先进工作者。1958年被评为全国妇女建设社会主义积极分子，同年10月加入中国共产党。1960年和1979年获全国三八红旗手称号。
1978年8月，丁是娥出任上海滬劇團團長。1982年9月，建立上海滬劇院，丁為第一任院長。1988年7月9日，因晚期腎癌告別人世。

## 代表作品
- 《羅漢錢》
- 《雞毛飛上天》
- 《雷雨》
- 《蘆蕩火種》
- 《阿必大回娘家》

## 备注
1. ↑  丁是娥的家鄉在今湖州市南潯鎮的潘家兜村。該村原屬雙林鎮，中華人民共和國成立后劃入馬腰鄉，21世紀初鄉鎮撤並併入南潯鎮。村裏至今保留著一幢建於20世紀七八十年代的兩樓兩底的潘氏故宅。村頭還有丁是娥父親潘成忠先生的墓，墓旁生長著丁是娥回鄉給父親上墳時親手栽種的一棵松樹。